# Guerquesalles
Guerquesalles ist eine französische Gemeinde mit 133 Einwohnern (Stand: 1. Januar 2022) im Département Orne in der Region Normandie. Sie gehört zum Kanton Vimoutiers und zum Arrondissement Mortagne-au-Perche.
Nachbargemeinden sind Vimoutiers im Norden, Ticheville im Osten, Roiville im Südosten, Fresnay-le-Samson im Südwesten und Camembert im Westen.

## Bevölkerungsentwicklung
| Jahr      | 1962 | 1968 | 1975 | 1982 | 1990 | 1999 | 2008 | 2015 |
| --------- | ---- | ---- | ---- | ---- | ---- | ---- | ---- | ---- |
| Einwohner | 185  | 154  | 107  | 127  | 135  | 146  | 132  | 133  |

## Sehenswürdigkeiten
- Schloss Vimer